# Aspis (schild)

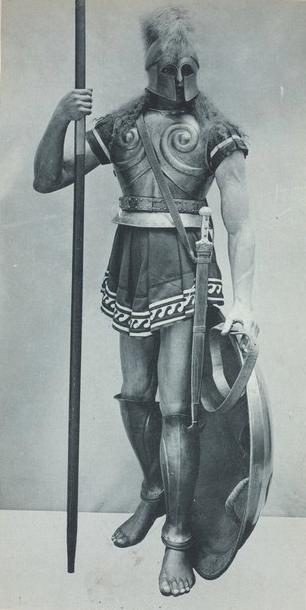
Een Spartaanse hopliet die een aspis achter zich draagt.

De aspis (Oudgrieks: ἀσπίς, meervoud aspides, ἀσπίδες) was een zwaar houten schild dat gebruikt werd door hoplieten tijdens de Oud-Griekse periode. Het wordt ook wel hoplon genoemd. 

## Constructie
Een aspis was gemaakt als een houten kom met een diameter van bijna 1 meter. Meestal was het beslagen met brons aan de voorkant. Hierop werd altijd een symbool geschilderd. Het meest bekende symbool is waarschijnlijk de letter lambda, die symbool stond voor Laconië, de plaats waar de Spartanen leefden. Zij zijn tegenwoordig de meest bekende soldaten die vochten met aspides, ook in de oudheid waren ze al befaamd, vooral door hun aandeel in de slag bij Thermopylae (in de Tweede Perzische Oorlog). Later in de Peloponnesische oorlog zouden ze geen enkele geplande veldslag verloren hebben, al was hun duidelijke focus op zware hoplieten uiteindelijk wel een van de redenen dat Sparta ten onder ging. De aspis woog tussen de 7 en 12 kilogram; hierdoor kon je hem niet met enkel één handvat vastgrijpen. Er waren twee delen: een gewoon handvat van touw (Oudgrieks: ἀντιβαλη, antibale) en een bronzen koker (Oudgrieks: πορπαξ, porpax) waar je je arm door moest steken.

## Gebruik
De aspis werd altijd gebruikt in een falanx: een diepe formatie van hoplieten. In de eerste linie overlapten de schilden van de hoplieten elkaar, zodat ze overal goed beschermd waren.

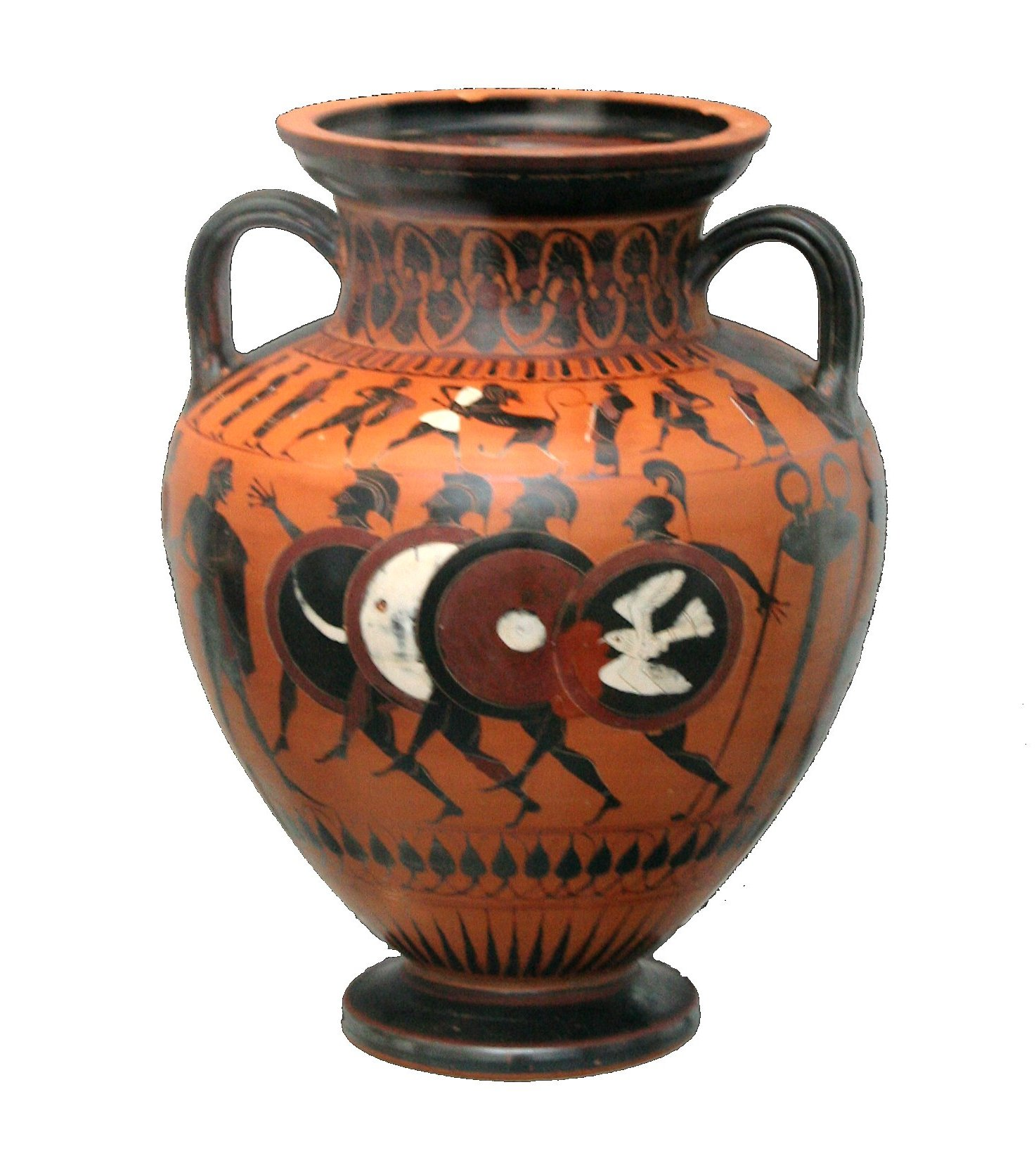
Een amfora beschilderd met een falanx gewapend met aspides.